# Arthur Paul Harper
Arthur Paul Harper (geboren am 27. Juni 1865 in Christchurch, Neuseeland; gestorben am 30. Mai 1955 in Wellington, Neuseeland) war ein neuseeländischer Jurist, Bergsteiger, Geodät und Naturschützer.

## Leben

### Familie & Ausbildung
Arthur Paul Harper, oft schlicht mit seinen Initialen A. P. Harper oder APH benannt, kam 1865 als erster Sohn der Eheleute Joanna Dorothea Dyke Acland-Troyte und Leonard Harper zur Welt. Leonard Harper war Jurist und Abgeordneter in Neuseeland, dessen Vater Henry Harper war Bischof in Christchurch. A. P. Harper wurde zunächst privat unterrichtet. Von 1978 bis 1883 besuchte er das Christ College in Christchurch. 1884 ging er an die University of Oxford, wo er 1887 seinen Abschluss machte. Er arbeitete im Anschluss am Inner Temple in London und erhielt 1888 die Erlaubnis, andere Parteien vor Gericht zu vertreten (englisch Call to the bar). Am 5. April 1899 heiratete er in Papanui Marion Florence Campbell. Gemeinsam bekamen sie drei Söhne und zwei Töchter. Harper überlebte seine Frau, die 1938 verstarb, sowie zwei seiner Söhne, von denen in beiden Weltkriegen je einer fiel. Harper selbst verstarb 1955 im Alter von 89 Jahren in Wellington.

### Schaffen
Nach seiner Ausbildung kehrte Harper 1889 nach Neuseeland zurück. Er arbeitete zunächst mit seinem Vater zusammen, der jedoch im Juli 1891 Neuseeland verließ, denn er war Bankrott und hatte etwa 200.000 Pfund veruntreut. A. P. Harper versuchte bis Ende 1893, die Familienangelegenheiten zu klären. Im Anschluss begann er beim Department of Lands and Survey zu arbeiten, dass für den Schutz des Landes sowie Vermessungen zuständig war und später Teil des Department of Conservation wurde. Er assistierte dort Charlie Douglas und arbeitete vor allem im Süden der Region West Coast, wo er unter anderem den Franz-Josef-Gletscher sowie den Fox-Gletscher erkundete und für die New Zealand Midland Railway Company Goldvorkommen abschätzte. 1896 begab er sich nach Thames und arbeitete als Jurist, bevor er 1900 erneut auf die Südinsel kam. Bis 1903 erkundete Bodenschätze für die Bergbauindustrie, bis 1907 war er erneut als Jurist tätig, nun in Greymouth. Er wurde Geschäftsführer der North Brunner Coal Company. 1912 zog er nach Wellington und arbeitete dort als Börsenmakler.
Zu Beginn der 1930er Jahre engagierte sich A. P. Harper zunehmend im Bereich des Naturschutzes. Er setzte sich für die Schaffung von Schutzgebieten ein und wurde 1934 Mitglied des Honorary Geographic Board of New Zealand sowie 1938 des Tongariro National Park Board. 1948 wurde er Präsident der Forest and Bird Protection Society of New Zealand. Für seinen Einsatz wurde er 1950 mit dem Loder Cup ausgezeichnet. 1952 erhielt er den Order of the British Empire.

### Bergsteigen
Während seiner Zeit in England reiste A. P. Harper auch in die Alpen und entdeckte dort seine Liebe zur Bergwelt. Nach seiner Rückkehr nach Neuseeland 1889 war er schockiert über das dortige Desinteresse daran. Daher beschloss er 1891 mit George Edward Mannering, Malcolm Ross und weiteren die Gründung eines alpinen Vereins, des New Zealand Alpine Club (NZAC), der in seiner Ausrichtung eng am Alpine Club in London orientiert war, in den er 1892 gewählt wurde. Der NZAC entsprach damit eher einem Gentlemen’s Club denn einem Verein professioneller Bergführer. Zum ersten Präsident wurde der nicht anwesende Leonard Harper gewählt, A. P. Harper hielt die Funktionen des Schatzmeisters und Sekretärs. Der finanzielle Eklat um seinen Vater, die eigene Betroffenheit sowie die Ausrichtung des NZAC hielten die Aktivität niedrig. 1914 übernahm A. P. Harper die Präsidentschaft, doch der NZAC hatte mit den Ereignissen des Ersten Weltkriegs sowie dem Aufkommen weiterer Vereine Anfang der 1920er zu kämpfen. Harper führte ihn bis 1932, von da an war das Amt auf zwei Jahre in der Regel begrenzt. Während seiner Amtszeit hielt er lange an den festgefugten Prinzipien des Vorbilds in London fest. 1941 wurde Harper anlässlich seiner Verdienste sowie des Gründungsjubiläums erneut für ein Jahr zum Präsidenten erklärt.
Auch außerhalb seiner Präsidentschaft war Harper stark in die Belange des NZAC involviert. Er hatte Anteil an der Gründung des Verbands Federated Mountain Clubs of New Zealand und stand diesem zwei Jahre vor. Seine Arbeit wurde auch außerhalb Neuseelands gewürdigt. 1932 wurde er zum Ehrenmitglied des Alpine Club in London gewählt, 1937 auch im American Alpine Club. Während seiner Zeit als Bergsteiger widmete er sich hauptsächlich der Erkundung und Erschließung des Gebiets, weniger dem Bezwingen der Gipfel. Dennoch gelang ihm beispielsweise die Erstbesteigung des 2692 m hohen Mount Johnson, den er wie zahlreiche andere geographische Objekte benannte. Auch tragen ihm zu Ehren geographische Objekte seinen Namen, wie etwa der Harper Saddle.

## Publikationen
- A. P. Harper: Pioneer work in the Alps of New Zealand; a record of the first exploration of the chief glaciers and ranges of the Southern Alps, 1896 (kostenlos online lesen oder als Hörbuch hören)
- A. P. Harper: Memories of Mountains and Men, 1946